# Ana da Grã-Bretanha
Ana (Londres, 6 de fevereiro de 1665 – Londres, 1 de agosto de 1714) foi a Rainha da Inglaterra, Escócia e Irlanda de 8 de março de 1702 até 1 de maio de 1707, quando uniu a Inglaterra e a Escócia em um único estado soberano, o Reino da Grã-Bretanha, com o Tratado de União. Ela continuou a reinar como a Rainha da Grã-Bretanha e Irlanda até sua morte, e foi a última monarca da Casa de Stuart. 
Ana nasceu durante o reinado de seu tio Carlos II, que não tinha herdeiros legítimos. Seu pai, Jaime, era o primeiro na linha de sucessão. Como o catolicismo do pai não era popular, Ana foi criada como protestante a mando de Carlos. Jaime foi deposto pela "Revolução Gloriosa" em 1688, três anos depois de assumir o trono. Maria II, irmã mais velha de Ana, tornou-se co-monarca ao lado do marido e primo protestante Guilherme III & II. Apesar de as irmãs terem sempre sido próximas, discordâncias sobre as finanças, posição social e conhecidos de Ana no início do reinado de Maria fizeram as duas se distanciarem. Guilherme e Maria não tiveram filhos. Quando Maria morreu em 1694, Guilherme continuou reinando sozinho até ser sucedido por Ana, em 1702.
Como rainha, ela favorecia os moderados políticos tories, que estavam mais inclinados em partilhar suas visões religiosas que os oponentes whigs. Os whigs ficaram mais poderosos no decorrer da Guerra da Sucessão Espanhola; Ana retirou vários do cargo em 1710. Sua amizade com Sara Churchill, Duquesa de Marlborough, foi-se desfazendo por diferenças políticas.
Ana sofreu de saúde ruim por toda sua vida, tendo ficado cada vez mais manca e corpulenta a partir dos trinta anos de idade. Apesar de ter ficado grávida dezessete vezes do seu marido, o príncipe Jorge da Dinamarca, morreu sem deixar nenhum herdeiro. Sob os termos do Decreto de Estabelecimento de 1701, Ana foi sucedida por seu primo, Jorge I da Casa de Hanôver, que era descendente dos Stuart através de sua avó materna Isabel da Boêmia, filha de Jaime VI & I.

## Início de vida

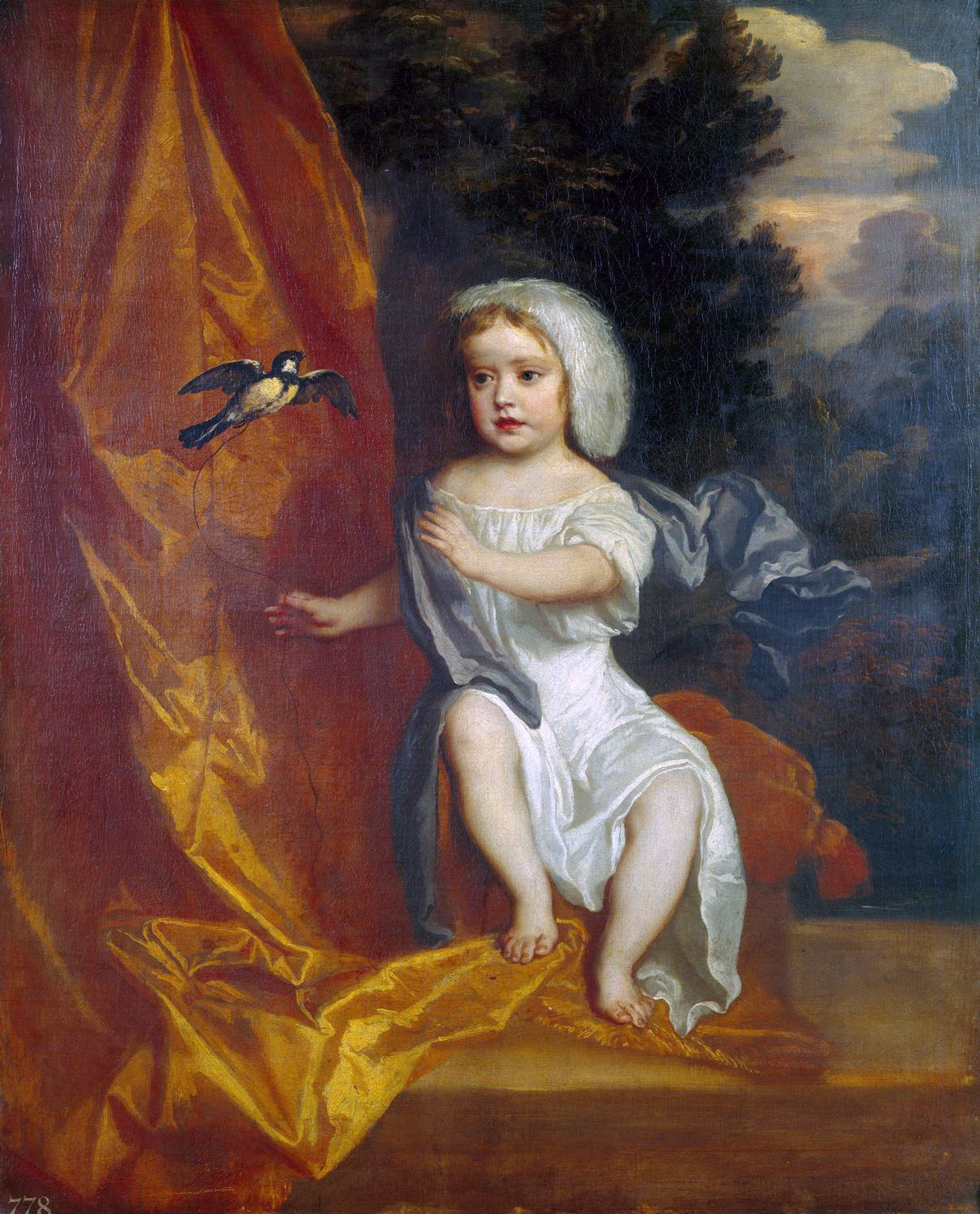
Ana c. 1667–68. Por Peter Lely.

Ana nasceu às 23h39min do dia 6 de fevereiro de 1665 no Palácio de St. James, Londres, a quarta criança e segunda menina de Jaime, Duque de Iorque e Albany, e sua primeira esposa Ana Hyde. Seu pai era o irmão mais novo do rei Carlos II, que reinava os reinos da Inglaterra, Escócia e Irlanda, enquanto sua mãe era filha de Eduardo Hyde, 1.º Conde de Clarendon e Lorde Chanceler. Sua irmã mais velha Maria foi uma das madrinhas durante seu batismo anglicano na Capela Real do palácio, junto com Ana Scott, Duquesa de Buccleuch, e Gilberto Sheldon, o Arcebispo da Cantuária. Jaime e Ana tiveram oito filhos no total, porém apenas Maria e Ana sobreviveram à infância.
Quando criança, Ana teve um problema nos olhos que se manifestava na forma de uma irrigamento excessivo, conhecido como "defluxão". Ela foi enviada à França para se tratar, vivendo com sua avó paterna Henriqueta Maria da França, rainha consorte de Carlos I, no Castelo de Colombes perto de Paris. Ana foi viver com sua tia Henriqueta Ana, Duquesa de Orleães após a morte de Henriqueta, em 1669. Quando sua tia morreu repentinamente em 1670, ela voltou para a Inglaterra. Sua mãe morreu no ano seguinte.
Como era tradição na família real, Ana e Maria foram criadas separadas de seu pai em seu próprio estabelecimento em Richmond, Londres. As duas foram criadas como protestantes sob as instruções de Carlos II. Elas foram colocadas sob os cuidados de Eduardo e Francisca Villiers, sendo o foco dos estudos os ensinamentos da Igreja Anglicana. Henrique Compton, o Bispo de Londres, foi nomeado como o preceptor de Ana.
Por volta de 1671, Ana conheceu Sara Jennings, que acabaria por se tornar uma de suas maiores amigas e mais influente conselheira. Jennings se casou em 1678 com João Churchill (futuro Duque de Marlborough). A irmã de Churchill, Arabela, era uma das amantes de Jaime.
A conversão de Jaime ao catolicismo se tornou pública em 1673 e ele casou com Maria de Módena, também católica, que era apenas seis anos e meio mais velha que Ana. Como Carlos II não tinha herdeiros legítimos, Jaime era o próximo na linha de sucessão, seguido por suas duas filhas de seu primeiro casamento. A nova Duquesa de Iorque e Albany teve dez filhos nos dez anos seguintes, porém todos foram natimortos ou morreram na infância, deixando as duas como segunda e terceira na linha de sucessão ao trono. Há vários indícios de que Ana e Maria de Módena se relacionavam bem durante o início de vida da primeira e que Jaime era um pai amoroso e consciencioso.

## Casamento

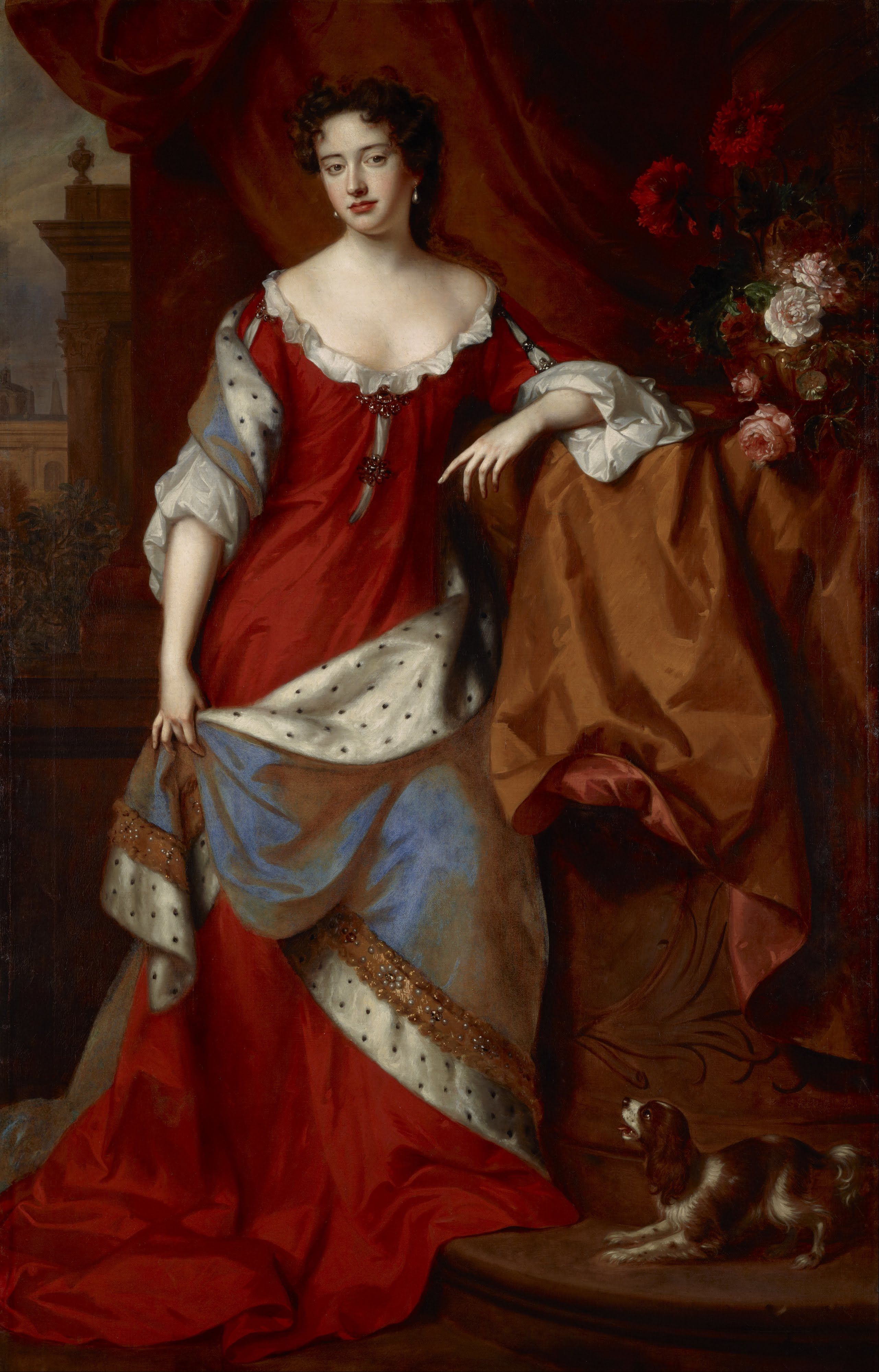
Ana c. 1684. Por Willem Wissing e Jan van der Vaardt.

Maria se casou em novembro de 1677 com Guilherme III, Príncipe de Orange e seu primo, porém Ana não pôde comparecer por estar de cama com varíola. Maria já havia partido para sua nova vida nos Países Baixos quando Ana se recuperou. Francisca Villiers também contraiu a doença e morreu. Sua tia Henriqueta Hyde (esposa de Lourenço Hyde) foi nomeada como nova governanta. Ana e sua madrasta visitaram Maria nos Países Baixos um ano depois durante duas semanas.
Jaime e Maria de Módena foram para Bruxelas em março de 1679 por causa de uma histeria anticatólica provocada pelo Complô Papista, com Ana indo visitá-los no final de agosto. Eles voltaram para a Grã-Bretanha em outubro, com o duque e a duquesa indo para a Escócia e Ana para a Inglaterra. Ela foi viver com os dois no Palácio de Holyrood, em Edimburgo, de julho de 1681 até maio de 1682. Foi sua última viagem para fora da Inglaterra.
Jorge Luís de Hanôver, primo de Ana e eventual sucessor, visitou Londres por três meses a partir de dezembro de 1680, iniciando rumores sobre um potencial casamento entre os dois. O historiador Edward Gregg afirma que os rumores não tinham fundamento, já que Jaime fora excluído da corte e os hanoverianos planejavam casar Jorge com sua prima Sofia Doroteia de Brunsvique-Luneburgo, parte de um plano para unir a herança local. Outros rumores diziam que Ana havia sido cortejada por lorde João Sheffield, 3.º Conde de Mulgrave, apesar dele ter negado. Sheffield mesmo assim foi temporariamente afastado da corte por causa dos rumores.
Com Jorge Luís fora da disputa por Ana, Carlos começou a olhar para outros lugares à procura de um príncipe que seria bem recebido por seus súditos protestantes ao mesmo tempo que fosse aceitável para seu aliado católico, o rei Luís XIV da França. Os dinamarqueses eram aliados protestantes dos franceses e Luís XIV estava interessado em uma aliança anglo-dinamarquesa para conter o poder dos holandeses. O casamento entre Ana e o príncipe Jorge da Dinamarca, irmão mais novo do rei Cristiano V, foi negociado por Lourenço Hyde, feito Conde de Rochester, e Roberto Spencer, 2.º Conde de Sunderland e Secretário de Estado para o Departamento do Norte. Jaime concordou facilmente com o casamento pois diminuía a influência de seu genro Guilherme de Orange, que naturalmente não gostou do matrimônio.
O bispo Compton oficializou o casamento de Ana e Jorge no dia 28 de julho de 1683 na Capela Real. Os dois sempre foram parceiros fiéis e devotos mesmo com um casamento arranjado. Eles receberam aposentos no Palácio de Whitehall como residência em Londres, e Sara Churchill foi nomeada como uma das damas-de-companhia de Ana. A princesa engravidou com poucos meses de casamento, porém a criança nasceu natimorta em maio. Ela foi se recuperar na estância termal de Royal Tunbridge Wells e nos dois anos seguintes deu à luz duas filhas: Maria e Ana Sofia.

## Ascensão de Jaime II & VII
Quando Carlos II morreu em 1685, o pai de Ana se tornou o rei Jaime II da Inglaterra & VII da Escócia. Para desespero do povo inglês, o novo rei começou a entregar cargos militares e administrativos a católicos, indo ao encontro do Ato de Prova que havia sido criado para impedir tais nomeações. Ana partilhava da preocupação geral e continuou a comparecer aos serviços anglicanos. Já que Maria vivia nos Países Baixos, Ana e Jorge eram os únicos membros da família real a comparecer aos serviços protestantes na Inglaterra. Ela começou a chorar quando Jaime tentou fazê-la batizar sua filha mais nova na fé católica. "A Igreja de Roma é perversa e perigosa", escreveu à irmã, "suas cerimônias – a maioria delas – proporcionam simples idolatria". Ana se afastou do pai e da madrasta enquanto o rei tentava enfraquecer o poder da Igreja Anglicana.

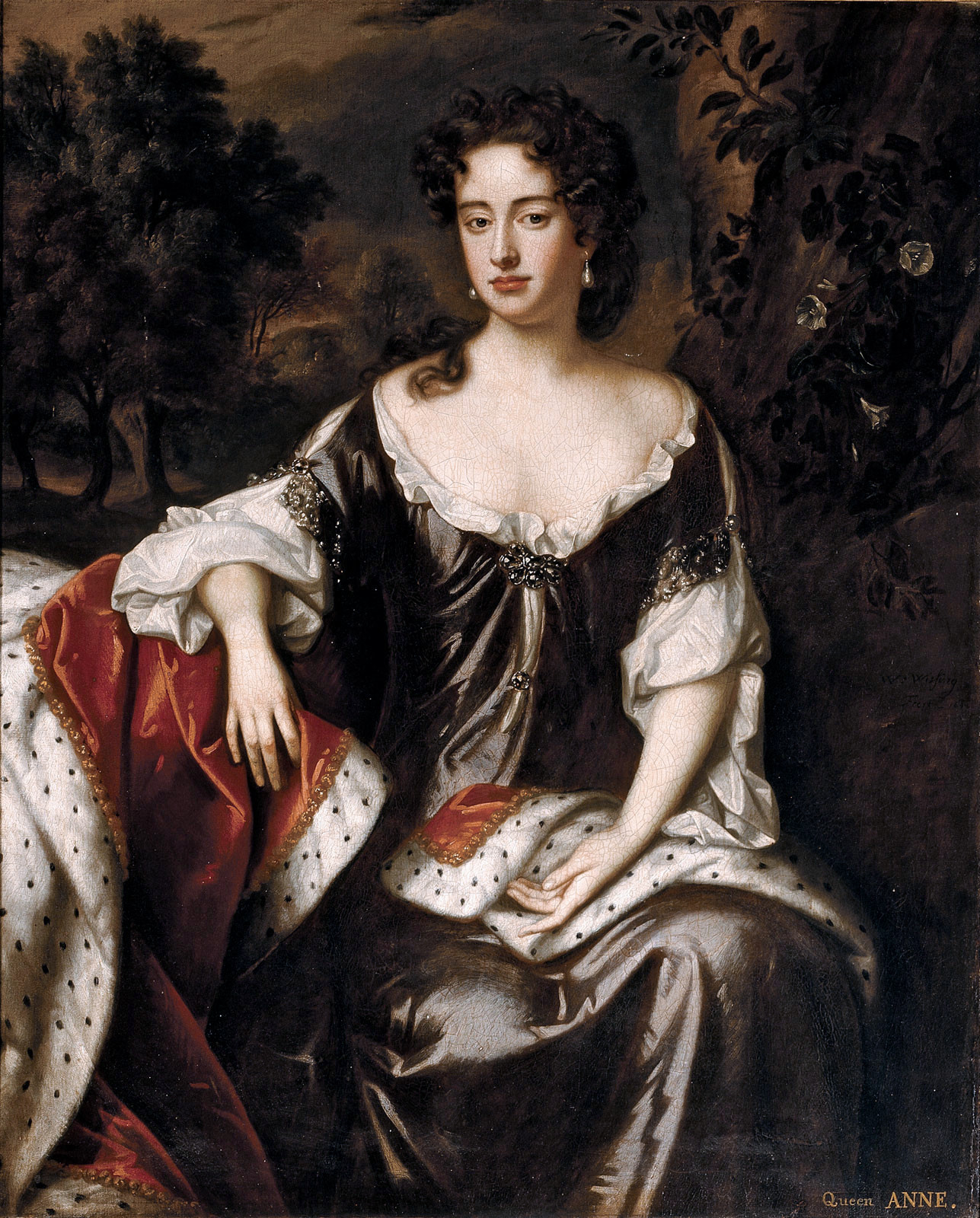
Ana em 1687. Por William Wissing.

Em apenas uma questão de dias no início de 1687, Ana teve um aborto, Jorge pegou varíola e suas duas filhas morreram da mesma infecção. Lady Raquel Russell escreveu que o casal tinha "sentido [as mortes] pesadamente […] Algumas vezes eles choram, algumas eles lamentam em palavras; eles sentam em silêncio, dando as mãos; ele doente na cama, e ela a atenta enfermeira que lhe pode ser imaginado". Ela teve outro filho natimorto mais tarde naquele mesmo ano.
A preocupação pública com o catolicismo de Jaime cresceu quando Maria de Módena engravidou pela primeira vez. Ana levantou suspeitas em cartas para a irmã de que a rainha consorte estava simulando uma gravidez para tentar apresentar um falso herdeiro. Escreveu: "eles não se deterão em nada, serão nunca tão perversos, se isso promover seus interesses […] pode haver jogo sujo, certamente". Ana teve outro aborto em abril de 1688, deixando Londres para se recuperar na estância termal de Bath.
A madrasta de Ana deu à luz Jaime Francisco Eduardo em 10 de junho de 1688, assim uma sucessão católica ficou mais provável. Ana ainda estava em Bath e não presenciou o nascimento, o que aumentou a crença de que a criança era um espúrio. Ela pode ter deixando a capital deliberadamente para evitar estar presente ou também por estar verdadeiramente doente, porém também é possível que Jaime tenha desejado excluir todos os protestantes dos assuntos de estado, incluindo sua própria filha. "Devo agora nunca estar satisfeita", Ana escreveu a irmã Maria, "seja a criança verdadeira ou falsa. Pode até ser nosso irmão, porém apenas Deus sabe […] não se pode deixar ter milhares de medos e pensamentos melancólicos, mas não importa todas as mudanças que possam acontecer, você sempre irá encontrar-me firme em minha religião e fielmente sua".
Jaime levou quarenta testemunhas do nascimento até um encontro do Conselho Privado para acabar com os rumores de uma criança falsa, porém Ana afirmou que não podia estar presente por estar grávida (uma mentira) e depois não quis ler os depoimentos pois "não é necessário".

## "Revolução Gloriosa"
Guilherme de Orange invadiu a Inglaterra no dia 5 de novembro de 1688 em uma ação que acabou por depor Jaime, evento que ficou conhecido como a "Revolução Gloriosa". Proibida pelo pai de visitar Maria na primavera de 1687, Ana se correspondeu com ela e ficou sabendo dos planos de Guilherme para a invasão. Ela se recusou a aliar-se a Jaime após o desembarque de Guilherme, seguindo o conselho dos Churchill, e em vez disso escreveu ao cunhado no dia 18 de novembro declarando seu apoio. João Churchill abandonou Jaime no dia 24. O príncipe Jorge fez o mesmo naquela noite e na manhã do dia seguinte o rei emitiu ordens para prender Sara Churchill no Palácio de St. James. Ana e Sara fugiram de Whitehall através de uma escada traseira, indo para os cuidados do bispo Compton. Elas passaram uma noite na casa dele e foram para Nottingham, chegando em 1 de dezembro. Ana chegou em Oxford duas semanas depois, escoltada por uma grande companhia, se encontrando com Jorge. "Deus me ajude!", lamentou Jaime ao descobrir da deserção da filha no dia 26 de novembro, "Até minhas filhas me abandonaram". Ana voltou para Londres no dia 19 de dezembro, recebendo a visita de Guilherme. Jaime fugiu para a França no dia 23. Ela não esboçou nenhuma reação ao saber das notícias da fuga do pai, em vez disso pediu por seu jogo de cartas usual. Ana se justificou dizendo que "estava habituada a jogar as cartas e nunca gostou de fazer nada que se parecesse com constrangimentos artificiais".
Uma Convenção de Parlamento reuniu-se na Inglaterra em janeiro de 1689 e declarou que Jaime havia abdicado ao fugir, dessa forma os tronos da Inglaterra e Irlanda estavam vagos. O parlamento da Escócia tomou uma ação similar e Guilherme e Maria foram declarados como os monarcas dos três reinos. A Declaração de Direitos de 1689 e a Lei de Reivindicação de Direito de 1689 estabeleceram a sucessão. Ana e seus descendentes estavam na linha logo após Guilherme e Maria, e eles deveriam ser seguidos pelos descendentes de Guilherme de qualquer possível casamento futuro. Ana deu à luz em 24 de julho de 1689 Guilherme, Duque de Gloucester, que, mesmo doente, sobreviveu a infância. Já que Guilherme e Maria não tinham filhos, parecia que o filho de Ana posteriormente herdaria a coroa.

## Guilherme e Maria

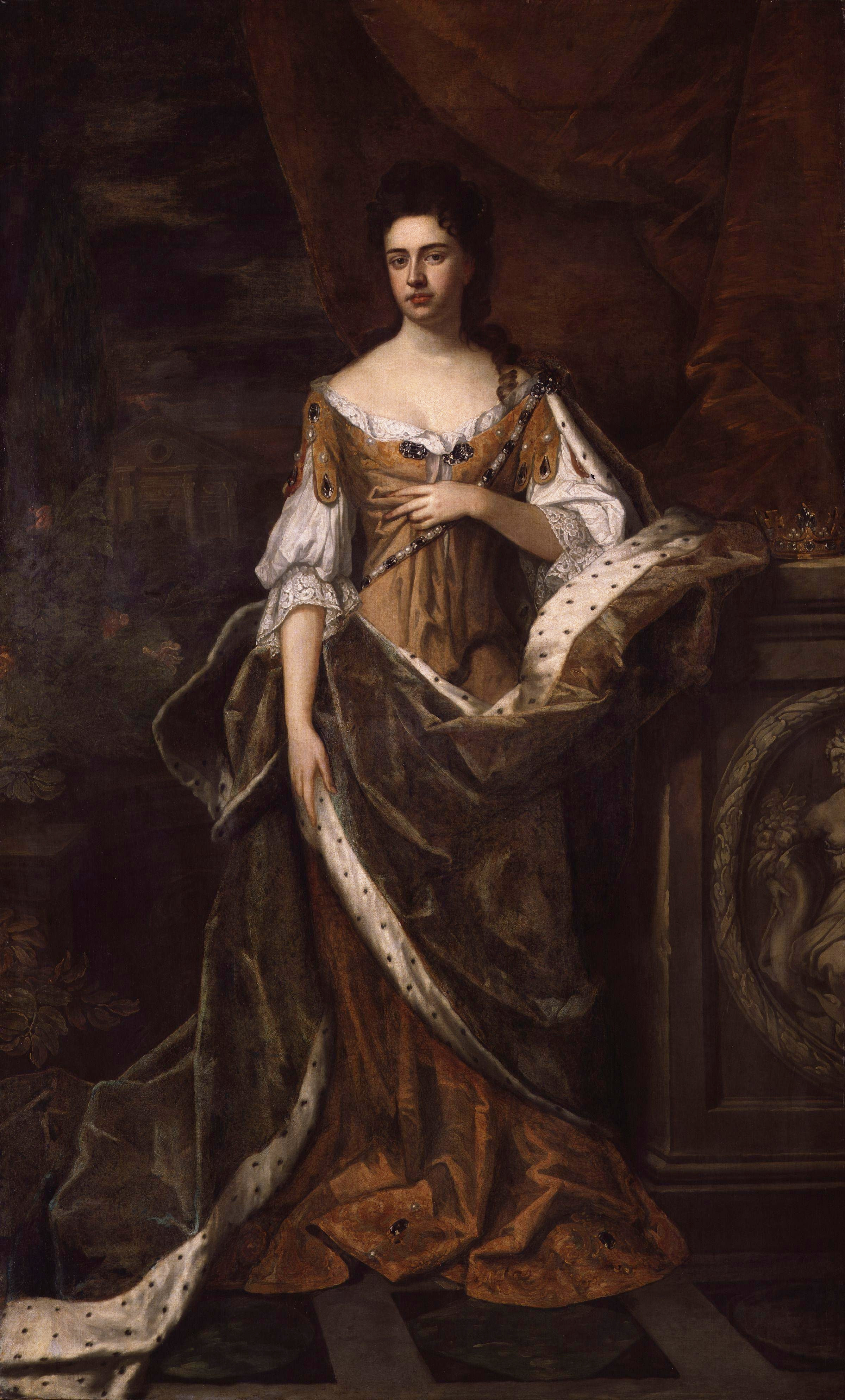
Ana c. 1690. Por Godfrey Kneller.

Guilherme e Maria recompensaram João Churchill pouco depois de sua ascensão com o título de Conde de Marlborough, enquanto o príncipe Jorge foi feito Duque de Cumberland. Ana pediu o uso do Palácio de Richmond e uma pensão parlamentar. Os dois monarcas recusaram o primeiro pedido e sem sucesso foram contra o segundo, criando uma tensão entre as duas irmãs. O ressentimento de Ana piorou quando Guilherme se recusou a deixar que Jorge servisse ativamente no exército. O rei e a rainha temiam que a independência financeira de Ana diminuiria sua influência sobre ela e permitisse que a princesa criasse uma facção rival. Por volta dessa época, e a pedido da própria Ana, ela e Sara Churchill começaram a se chamar pelos apelidos de Sra. Morley e Sra. Freeman, respectivamente, para facilitar uma relação de maior igualdade enquanto estavam sozinhas. Guilherme e Maria dispensaram João Churchill de todos os seus cargos em janeiro de 1692 por suspeitarem que ele estava secretamente conspirando com os jacobitas. Ana levou Sara para um evento social no palácio em uma demonstração de apoio público aos Churchill e recusou o pedido da irmã de dispensá-la de sua criadagem. Sara Churchill posteriormente foi removida da criadagem real pelo Lorde Camareiro. Ana deixou os aposentos reais furiosa e foi morar na Casa Syon, a casa de Carlos Seymour, 6.º Duque de Somerset. Ela perdeu sua guarda e honras; cortesãos eram proibidos de visitá-la e as autoridades civis foram instruídas a ignorá-la. Ana deu à luz em abril um filho que morreu depois de apenas alguns minutos. Maria foi visitá-la, porém em vez de oferecer conforto aproveitou a oportunidade para criticar novamente a amizade da irmã com Sara Churchill. As duas nunca mais se viram. Ana depois se mudou para a Casa Devonshire, onde teve uma filha natimorta em março de 1693.
Quando Maria morreu de varíola em 1694 e Guilherme continuou reinando sozinho, Ana se tornou sua herdeira aparente já que quaisquer filhos que ele pudesse ter de outro casamento estavam atrás dela na linha de sucessão, com os dois se reconciliando publicamente. Ele restaurou suas honras anteriores, permitiu que fosse viver no Palácio de St. James e lhe deu as joias de Maria. Entretanto, Guilherme a excluiu do governo e absteve-se de nomeá-la regente durante suas viagens ao exterior. O rei restaurou João Churchill aos seus antigos cargos três meses depois. Com a volta de Ana para a corte, a Casa Devonshire se tornou um centro social para os cortesãos que anteriormente haviam evitado ter contato com ela e Jorge.
De acordo com Jaime, Ana lhe escreveu em 1696 pedindo sua permissão para suceder Guilherme, dessa forma prometendo restaurar a coroa aos descendentes de Jaime na oportunidade certa; ele não quis dar sua permissão. Ela provavelmente estava tentando garantir sua própria sucessão ao tentar impedir uma reivindicação do pai.

### Decreto de Estabelecimento

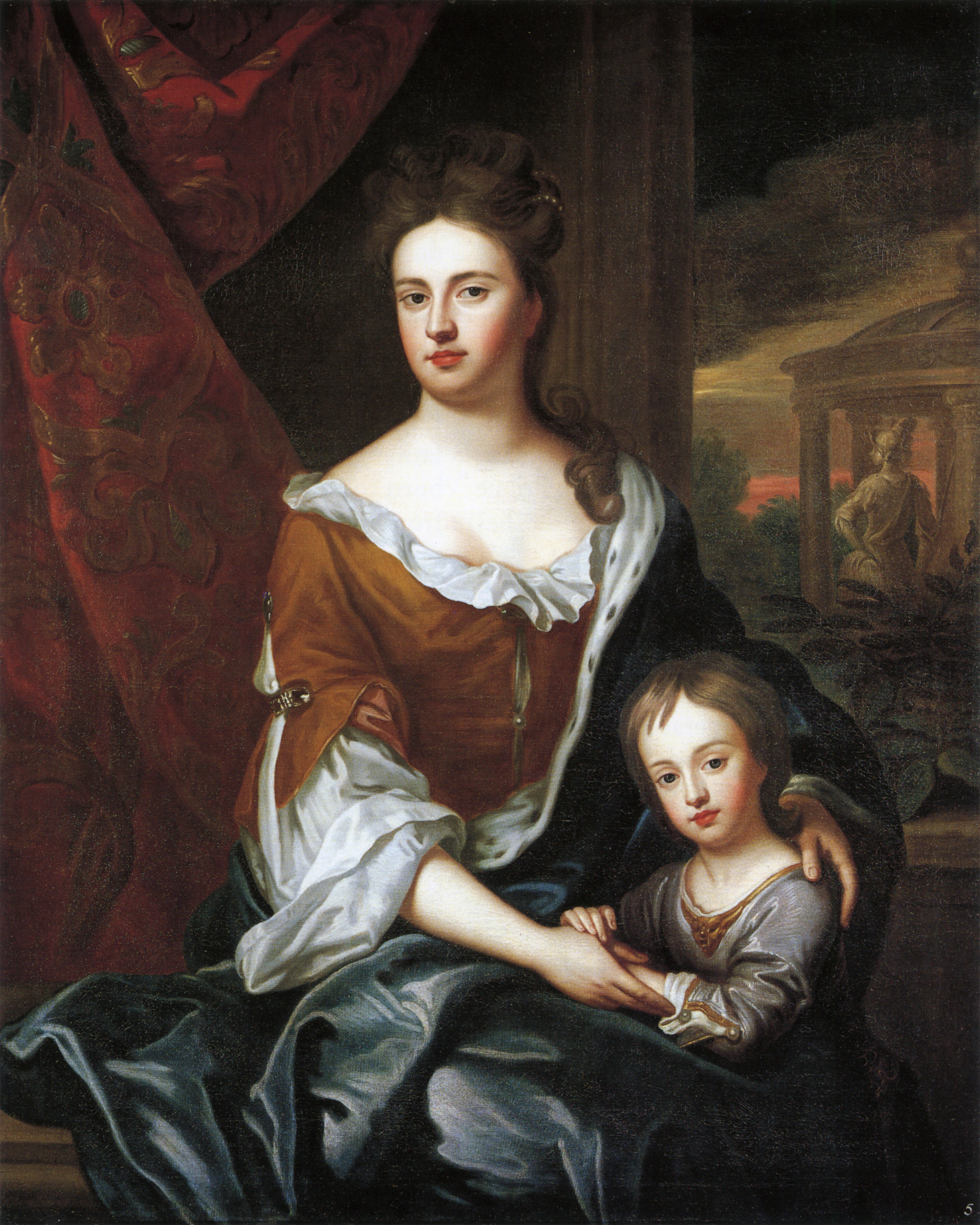
Ana com o filho Guilherme, c. 1694. Por Godfrey Kneller.

A última gravidez de Ana terminou em 25 de janeiro de 1700 quando ela deu à luz um bebê natimorto. Ela esteve grávida pelo menos dezessete vezes durante os anos, abortando ou dando à luz a bebês natimortos pelo menos doze vezes. Das cinco crianças que nasceram vivas, quatro morreram antes de completarem dois anos de idade. Pelo menos a partir de 1698, Ana sofria de ataques de gota, dor nos membros e depois na cabeça e no estômago. Baseado em suas perdas fetais e nos sintomas, ela podia sofrer de lúpus eritematoso sistêmico ou síndrome de Hughes. Como alternativa, doença inflamatória pélvica pode explicar por que o aparecimento de seus sintomas surgiram quase que junto com sua penúltima gravidez. Outras causas sugeridas para suas gravidezes malsucedidas são listeriose, diabetes, restrição do crescimento intrauterino e incompatibilidade do fator RH. A última, entretanto, piora com gravidezes sucessivas, dessa forma não se enquadrando com o padrão de Ana, já que o príncipe Guilherme, Duque de Gloucester, seu único filho a sobreviver à infância, nasceu depois de vários natimortos. Especialistas também descartam sífilis, porfiria e deformação pélvica por serem incompatíveis com seu histórico médico.
A gota de Ana a deixou manca por grande parte de sua vida. Ela era carregada em uma liteira pela corte, também usando uma cadeira de rodas. Em suas propriedades usava uma cabriolé puxada por um cavalo que conduzia sozinha, "furiosamente como Jeú e uma caçadora poderosa como Nimrod". Sua vida sedentária lhe fez ganhar peso; de acordo com Sara Churchill, "ela ficou demasiada pesada e corpulenta. Havia algo de majestoso em seu olhar, mas misturava-se com a melancolia da alma". Sir João Clerk, 1.º Baronete, a descreveu em 1706 "com um ataque de gota e em extrema dor e agonia, e nesta ocasião tudo à seu respeito estava na mesma desordem que seu pior súdito. Sua face, que estava vermelha e com manchas, ficou horrível com a falta de cuidado de seu vestido, e seu pé afetado foi amarrado com uma cataplasma e algumas bandagens sujas. Fiquei muito afetado por essa visão[…]".
Guilherme, Duque de Gloucester, o único filho sobrevivente de Ana, morreu aos onze anos de idade em 30 de julho de 1700. Ela e Jorge ficaram "tomados pela tristeza". Ana ordenou que sua criadagem observasse um dia de luto todo ano no aniversário da morte. Com o rei sem filhos e o duque morto, Ana era a única pessoa restante na linha de sucessão estabelecida pela Declaração de Direitos de 1689. Para resolver a crise da sucessão e impedir uma restauração católica, o Parlamento da Inglaterra aprovou o Decreto de Estabelecimento de 1701, que dizia que caso Ana e Guilherme III & II morressem sem deixarem herdeiros legítimos, as coroas inglesa e irlandesa passariam para a eleitora Sofia de Hanôver e seus descendentes protestantes. Sofia era neta de Jaime VI da Escócia & I da Inglaterra através de sua mãe Isabel da Boêmia, que era irmã de Carlos I. Mais de cinquenta pretendentes católicos com uma relação de parentesco mais próxima de Ana foram excluídos da sucessão. Jaime morreu em setembro de 1701 e Maria de Módena escreveu a Ana para informar que seu pai a havia perdoado e também para lhe lembrar de sua promessa para restaurar sua linhagem. Porém, ela já havia aceitado a nova sucessão criada pelo decreto.

## Reinado

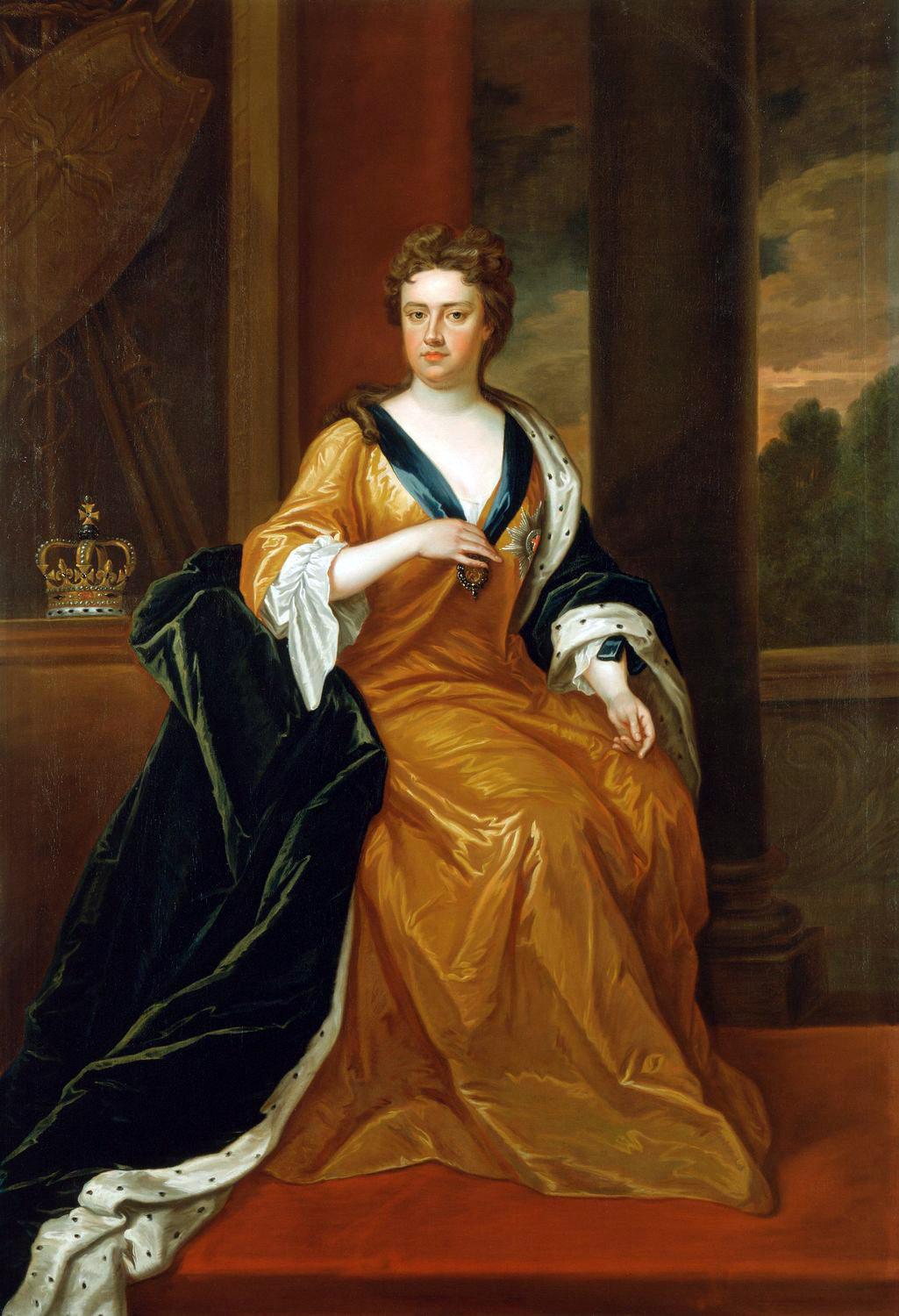
Rainha Ana. Por Charles Jervas.

Ana tornou-se rainha após a morte de Guilherme III & II em 8 de março de 1702, sendo imediatamente popular. Ela se distanciou de seu cunhado holandês em seu primeiro discurso ao parlamento inglês no dia 11 de março e afirmou: "Como sei que meu coração é inteiramente inglês, posso sinceramente garantir a todos que não há nada que possam esperar ou desejar de mim que não estarei preparada para fazer pela felicidade e prosperidade da Inglaterra".
Ana nomeou seu marido como Lorde Grande Almirante pouco depois da ascensão, dando-lhe controle nominal da Marinha Real. Ela deu o controle do exército a João Churchill ao nomeá-lo Capitão-General. Churchill também recebeu várias honrarias; foi feito um Cavaleiro da Ordem da Jarreteira e foi elevado ao título de duque. Por sua vez, Sara Churchill foi nomeada Dama da Estola, Senhora das Vestes e Guardiã da Bolsa Privada.
Ana foi coroada em 23 de abril de 1702, Dia de São Jorge. Afligida com gota, foi carregada para a Abadia de Westminster em uma liteira aberta. A Inglaterra se envolveu em 4 de maio na Guerra da Sucessão Espanhola, lutando com o Sacro Império Romano Germânico e os Países Baixos contra a França e Espanha. Carlos II da Espanha havia morrido sem herdeiros em 1700 e a sucessão foi disputada pelo arquiduque Carlos da Áustria, da Casa de Habsburgo, e Filipe, Duque de Anjou, da Casa de Bourbon.

### Tratado de União
Enquanto a Irlanda era subordinada à coroa inglesa e Gales era parte do Reino da Inglaterra, a Escócia permanecia um estado soberano independente com seu próprio parlamento e leis. O Decreto de Estabelecimento de 1701, aprovado pelo parlamento inglês, aplicava-se apenas na Inglaterra e Irlanda e não na Escócia, onde uma forte minoria queria preservar a dinastia Stuart e seu direito de herdar o trono. Ana havia declarado durante seu primeiro discurso ao parlamento sua "grande necessidade" de concluir a união da Inglaterra e Escócia, com uma comissão anglo-escocesa se encontrando na antiga residência da rainha em outubro de 1702 para discutir os termos. As negociações se encerraram em fevereiro do ano seguinte sem nenhum acordo. O parlamento escocês respondeu ao Decreto de Estabelecimento aprovando o Decreto da Seguridade de 1704, que dava ao parlamento o poder de escolher seu próximo monarca dentre os descendentes protestantes da linhagem real escocesa, isso caso a rainha morresse sem herdeiros. O indivíduo escolhido pelo parlamento escocês não poderia ser o mesmo que o inglês, a não ser que a Inglaterra garantisse liberdade total às mercadorias escocesas. Ana inicialmente reteve o Consentimento Real, porém mudou de ideia no ano seguinte quando a Escócia ameaçou reter os suprimentos, pondo em perigo o apoio escocês nas guerras inglesas.
Por sua vez, o parlamento inglês respondeu com o Decreto Estrangeiro de 1705, que ameaçava impor sanções econômicas e declarar os cidadãos escoceses estrangeiros na Inglaterra, a menos que a Escócia anulasse o Decreto da Seguridade ou se movimentasse para se unir a Inglaterra. O parlamento escocês escolheu a segunda opção; o parlamento inglês concordou em anular o Decreto Estrangeiro e Ana nomeou novos comissários no início de 1706 para negociar os termos da união. Os artigos da união foram aprovados pelos comissários e apresentados a Ana em 23 de julho de 1706, sendo ratificados pelos parlamentos escocês e inglês em 16 de janeiro e 6 de março de 1707, respectivamente. Sob o Tratado de União, a Inglaterra e a Escócia foram unidas no dia 1 de maio de 1701 em um reino único chamado Grã-Bretanha. Ana, uma grande e consistente apoiadora da união apesar de resistências dos dois lados, compareceu a um serviço de ação de graças na Catedral de São Paulo. Sir João Clerk, que também compareceu, escreveu que "ninguém nesta ocasião pareceu mais sinceramente devoto ou agradecido do que a própria Rainha".

### Política de dois partidos

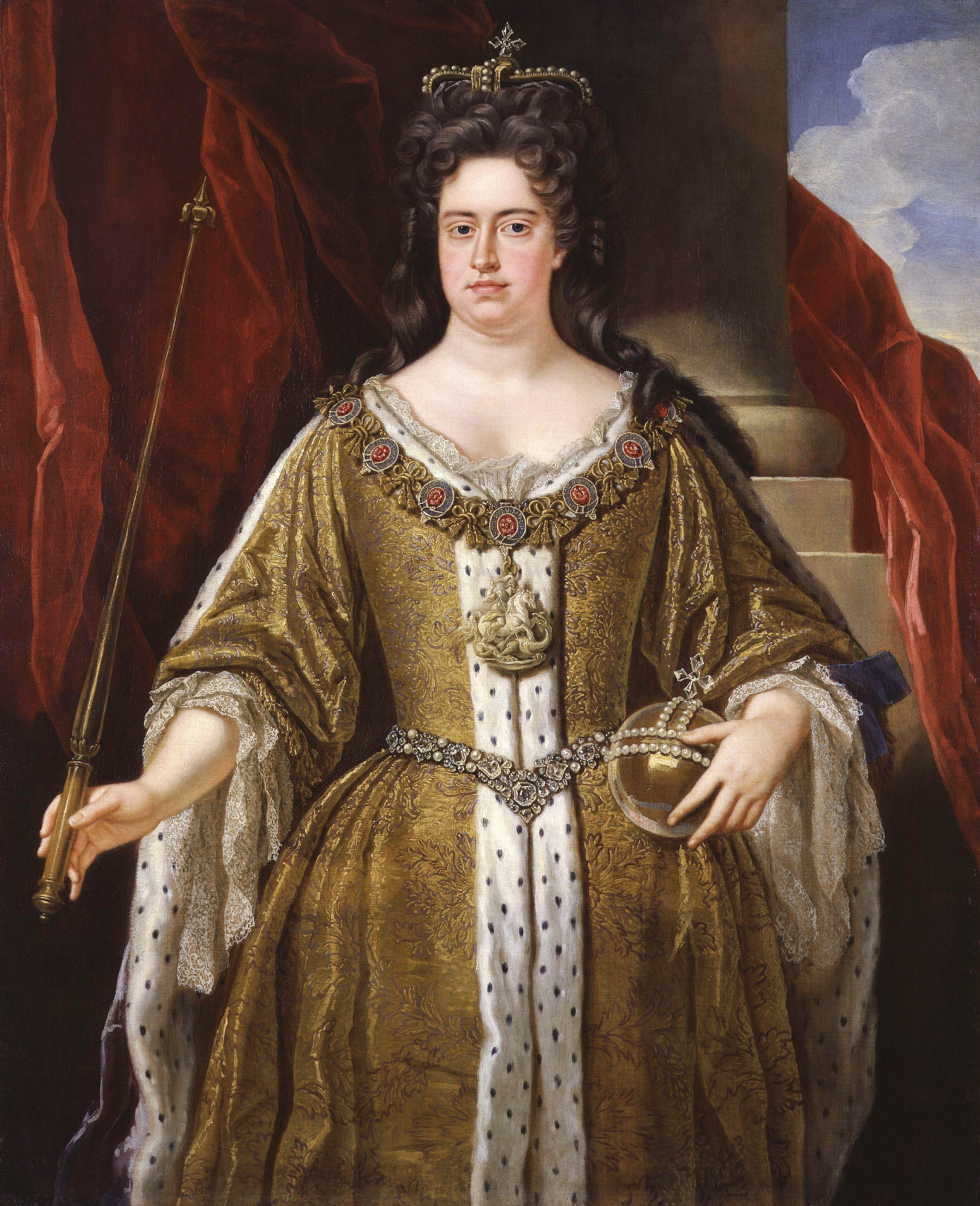
Ana c. 1702. Por John Closterman.

O reinado de Ana foi marcado por um maior desenvolvimento do sistema de dois partidos. Em geral, os tories apoiavam a Igreja Anglicana e eram a favor da "propriedade territorial" da pequena nobreza do país, enquanto que os whigs estavam alinhados com os interesses comerciais dos dissidentes protestantes. Como anglicana, Ana estava inclinada a apoiar os tories. Seu primeiro ministério era predominantemente tory e continha altos tories como Daniel Finch, 2.º Conde de Nottingham, e seu tio Lourenço Hyde, 1.º Conde de Rochester. Era liderado por lorde Sidney Godolphin, Lorde do Tesouro, e seu favorito João Churchill, que eram considerados tories moderados, junto com Roberto Harley, Presidente da Câmara dos Comuns.
Ana apoiava o Projeto de Lei da Conformidade Ocasional de 1702 elaborado pelos tories. O projeto queria desqualificar dissidentes protestantes de cargos públicos ao fechar um buraco no Ato de Prova, legislação que restringia cargos públicos a anglicanos conformistas. A lei existente permitia que não-conformistas assumissem cargos se comungassem em serviços anglicanos pela menos uma vez ao ano. Jorge foi colocado em uma infeliz posição quando Ana o forçou a votar pelo projeto de lei, mesmo sendo um protestante ocasional como luterano. Os whigs conseguiram bloquear o projeto pela duração da sessão parlamentar. Depois da Grande Tempestade de 1703, Ana declarou jejum geral para implorar a Deus "perdão dos grandes pecados desta nação que tinham levantado este triste julgamento". O projeto da Conformidade Ocasional voltou a ser discutido após a tempestade, porém a rainha reteve seu apoio, temendo que sua reapresentação fosse um ardil para causar uma briga política. Ele novamente foi derrotado. Uma terceira tentativa em novembro de 1704 para introduzir o projeto como emenda de um projeto monetário também falhou.
Os whigs apoiaram a Guerra da Sucessão Espanhola e ficaram mais influentes depois de João Churchill ter conseguido uma grande vitória na Batalha de Blenheim em 1704. Muitos altos tories, que eram contra o apoio britânico por terra contra a França, foram removidos de seus cargos. Godolphin, Churchill e Harley, que havia substituído Finch como Secretário de Estado para o Departamento do Norte, formavam um "triunvirato" de governo. Eles foram forçados a depender mais e mais no apoio dos whigs, particularmente da Junta Whig – formada por João Somers, Carlos Montagu, Eduardo Russell, Tomás Wharton e Carlos Spencer – que Ana não gostava. Sara Churchill incessantemente atormentava a rainha para nomear mais whigs e reduzir o poder dos tories, que ela considerava pouco melhores que os jacobitas, fazendo com que Ana começasse a ficar cada vez mais descontente com ela.

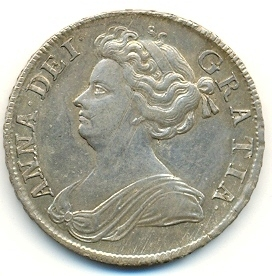
Moeda meia-coroa de 1708 de Ana.

Godolphin e os Churchill forçaram Ana em 1706 a aceitar Spencer, genro dos Churchill e parte da Junta Whig, como colega de Harley no posto de Secretário de Estado para o Departamento do Sul. Mesmo isso tendo fortalecido a posição do ministério no parlamento, enfraqueceu a posição do mesmo com a rainha, já que Ana passou a ficar cada vez mais irritada com Godolphin e Sara Churchill por apoiarem Spencer e outros candidatos whigs para posições vagas no governo e na igreja. Ana foi se consultar em particular com Harley, que estava desconfortável com a virada de Churchill e Godolphin para os whigs. Ela também foi falar com Abigail Hill, uma camareira cuja influência com a rainha cresceu enquanto a relação de Ana e Sara se deteriorava. Abigail era relacionada a Harley e Sara, porém era politicamente mais próxima do primeiro, sendo intermediária entre ele e a rainha.
A divisão dentro do ministério atingiu seu ápice em 8 de fevereiro de 1708, quando Godolphin e os Churchill insistiram que Ana deveria dispensar Harley ou continuar sem seus serviços. Quando a rainha pareceu hesitar, Churchill e Godolphin recusaram-se a comparecer a uma reunião de gabinete. Harley tentou cuidar de vários assuntos sem seus ex-colegas e vários dos presentes incluindo Carlos Seymour, 6.º Duque de Somerset, recusaram-se a participar até o retorno deles. Pressionada, Ana dispensou Harley.
Jaime Francisco Eduardo Stuart, o meio-irmão católico de Ana, tentou desembarcar na Escócia com ajuda francesa no mês seguinte numa tentativa de se estabelecer como rei. A rainha reteve o consentimento real para o Projeto de Lei da Milícia Escocesa caso a tropa reunida fosse desleal e se juntasse aos jacobitas. Ela foi a última monarca britânica a vetar um projeto de lei parlamentar, apesar de sua ação ter sido pouco comentada na época. A frota de invasão nunca desembarcou e foi perseguida por navios britânicos comandados por sir Jorge Byng. Como resultado da frustrada invasão jacobita, o apoio aos tories caiu e os whigs foram capazes de assegurar a maioria nas eleições de 1708.
Sara ficou furiosa quando Abigail se mudou para aposentos no Palácio de Kensington que ela considerava seus, mesmo raramente usando. Ela foi para a corte em julho de 1708 com um poema indecente escrito por um propagandista whig, provavelmente Artur Maynwaring, que implicava uma relação lésbica entre Ana e Abigail. Sara escreveu a rainha dizendo que ela havia danificado sua reputação concebendo "uma grande paixão por tal mulher […] estranha e inexplicável". Sara achava que Abigail havia subido além de seu posto, escrevendo "Eu nunca achei que a educação dela era tal que lhe fazia adequada para a companhia de uma grande rainha. Muitas pessoas gostam do humor das camareiras e são muito gentis com elas, porém é bem incomum manter correspondências privadas com elas e colocá-las em cima do pé de uma amiga". Apesar de alguns historiadores modernos concluírem que Ana era lésbica, a maioria rejeita essa análise. Na opinião dos biógrafos de Ana, ela considerava Abigail uma criada de confiança, era uma mulher de fortes crenças tradicionais e devota ao marido.
Ana não usou as joias que Sara havia selecionado em um serviço de ação de graças pela vitória na Batalha de Oudenarde. Elas tiveram uma discussão na porta da Catedral de São Paulo que culminou com Sara insultando a rainha ao mandá-la ficar quieta. Ana ficou consternada. Quando Sara encaminhou uma carta sem relação do príncipe Jorge com um bilhete continuando a discussão, Ana escreveu de volta mordazmente, "Após as ordens que você me deu no dia de ação de graças para que não lhe respondesse, eu não deveria incomodá-la com estas linhas, porém para responder a carta do Duque de Marlborough em segurança para suas mãos, e pela mesma razão não diga nada em relação a isto, nem àqueles que a fecharam".

### Morte do marido

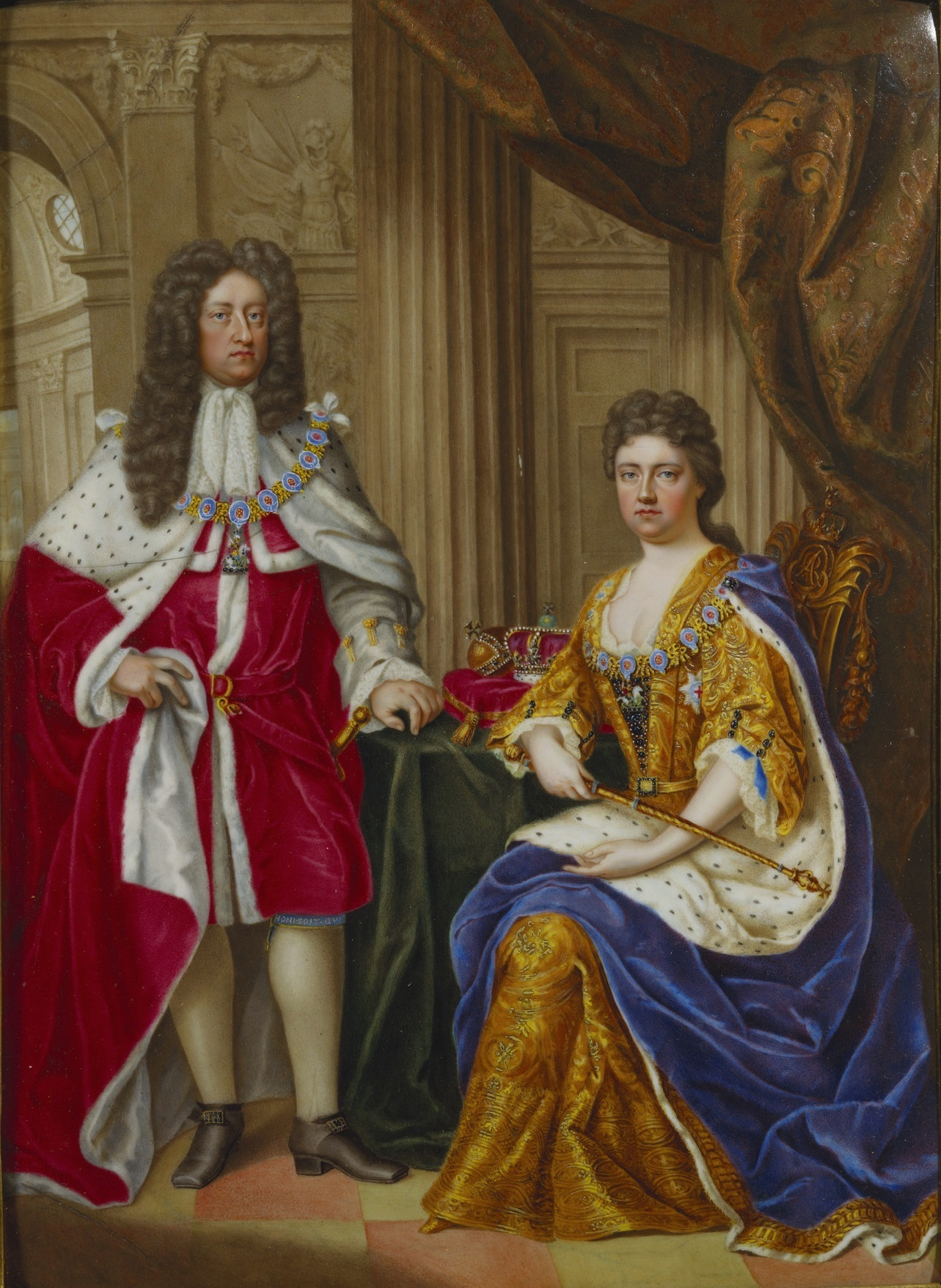
Jorge e Ana, 1706. Por Charles Boit.

Ana ficou devastada pela morte de Jorge em outubro de 1708, com o evento sendo um ponto de virada em sua relação com Sara. A duquesa chegou ao Palácio de Kensington pouco depois da morte do príncipe e depois insistiu para que a rainha fosse para o Palácio de St. James contra sua vontade. Ana ressentiu Sara por suas ações intrusivas, que incluíram retirar um retrato de Jorge de seu quarto e depois se recusar a colocá-lo de volta, afirmando que era natural "evitar ver papéis ou qualquer coisa que pertencesse a alguém de que se amava quando eles morriam".
Os whigs tiraram vantagem da morte de Jorge. A liderança do Almirantado não era popular entre os líderes whigs, que culpavam o príncipe e seu vice Jorge Churchill (irmão de João Churchill) pela má gestão da marinha. Com os whigs agora dominando o parlamento, e Ana distraída pela morte do marido, eles foram forçados a aceitar os líderes da junta, Somers e Wharton, no gabinete. Porém, a rainha insistiu em realizar pessoalmente as tarefas de Lorde Grande Almirante e não nomear nenhum membro do governo para o lugar de Jorge. Sem se deixar abater, a junta exigiu a nomeação de Russell, um dos principais críticos do príncipe, como Primeiro Lorde do Almirantado. Ana nomeou Tomás Herbert, 8.º Conde de Pembroke, um moderado, em 29 de novembro de 1708. Os insatisfeitos da Junta Whig colocaram pressão sobre Herbert, Godolphin e a rainha, e Herbert renunciou com menos de um ano. Ana finalmente aceitou em novembro de 1709 colocar Russell no controle do Almirantado após um mês de discussões.
Sara continuou a repreender Ana por sua amizade com Abigail até que a rainha escreveu em outubro de 1709 a João Churchill pedindo para que sua esposa "deixar de me provocar & me atormentar & comportar-se com decência que ela deve tanto à sua amiga e rainha". Na Quinta-Feira Santa, 6 de abril de 1710, Ana e Sara se viram pela última vez. De acordo com a duquesa, a rainha foi taciturna e formal, repetindo as mesmas frases – "O que tenha para dizer coloque-o por escrito" e "Você disse que não desejava resposta, e não te darei nenhuma".

### Guerra da Sucessão Espanhola
A dispendiosa Guerra da Sucessão Espanhola ficava impopular assim como a administração whig. O impeachment de Henrique Sacheverell, Tory anglicano do Alto Clero que pregava sermões antiwhigs, levou a um maior descontento popular. Ana achava que Sacheverell precisava ser punido por questionar a "Revolução Gloriosa", porém que fosse uma punição moderada para impedir maiores comoções públicas. Revoltas se espalharam em Londres em apoio a Sacheverell, más as únicas tropas disponíveis eram os guardas da rainha e o secretário de estado Spencer estava relutante em usá-los e deixar Ana desprotegida. Ela declarou que Deus seria seu guarda e ordenou que Spencer relocasse as tropas. Sacheverell acabou preso, porém sua sentença – três anos proibido de pregar em público – foi tão leve que foi considerada uma piada.

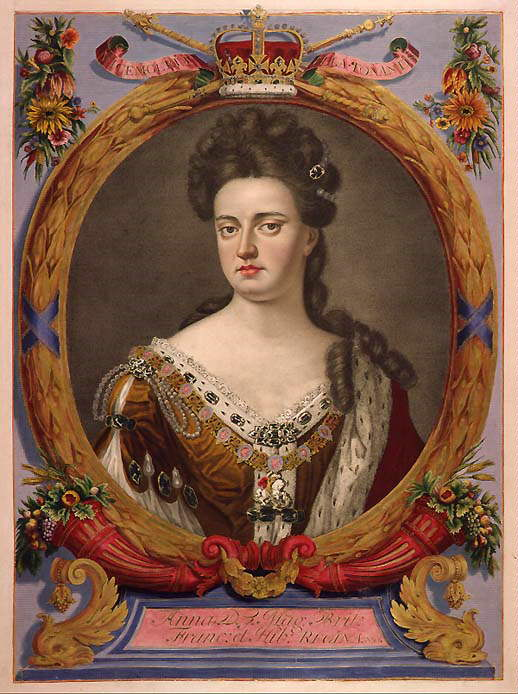
Gravura colorida de Ana em um atlas, 1706–1710.

A rainha, cada vez mais desdenhosa dos Churchill e seu ministério, finalmente aproveitou a oportunidade para dispensar Spencer em junho de 1710. Godolphin foi dispensado em agosto. A Junta Whig foi retirada do cargo, apesar de João Churchill, temporariamente, permanecer como comandante do exército. Ana nomeou um novo ministério liderado por Harley, que começou a negociar a paz com a França. Diferentemente dos whigs, ele e seu ministério estavam dispostos em entregar a Espanha para Filipe de Anjou, o reivindicante Bourbon, em troca de concessões comerciais. Nas eleições parlamentares após sua nomeação, Harley, ajudado por uma patronagem do governo, assegurou uma maioria tory. Ana forçou Sara a renunciar de seus cargos na corte em janeiro de 1711 e Abigail assumiu como Guardiã da Bolsa Privada. Harley foi esfaqueado em março por Antoine de Guiscard, um descontente refugiado francês, e Ana chorou achando que ele iria morrer. Ele se recuperou lentamente. A morte de Godolphin por causas naturais em setembro de 1712 levou a rainha às lágrimas; ela acabou culpando os Churchill pelo distanciamento dos dois.
O imperador José I, irmão mais velho do arquiduque Carlos, morreu em abril de 1711 e Carlos o sucedeu na Áustria, Húngria e no Sacro Império Romano-Germânico. Não estava mais nos interesses britânicos entregar-lhe também a Espanha, porém o proposto Tratado de Utrecht enviado ao parlamento para ratificação não foi tão longe quanto os whigs queriam para conter as ambições dos Bourbon. Na Câmara dos Comuns, a maioria Tory estava intangível, porém o mesmo não acontecia na Câmara dos Lordes. Os whigs conseguiram o apoio de Daniel Finch contra o tratado ao prometerem apoiar seu Projeto de Lei da Conformidade Ocasional. Sem alternativa e precisando de uma ação decisiva, Ana relutantemente criou doze novos pariatos para acabar com a maioria antipaz na Câmara dos Lordes. Samuel Masham, marido de Abigail, foi feito um barão, apesar de Ana ter protestado a Harley que ela "nunca planejou fazer de [Abigail] uma grande senhora, e deve perder uma criada útil". Tal criação tão grande de pariatos foi sem precedentes. Churchill foi dispensado como comandante do exército no mesmo dia. O tratado de paz foi ratificado e o envolvimento militar britânico terminou.
Ao assinar o tratado, o rei Luís XIV reconheceu a sucessão hanoveriana. Mesmo assim, fofocas continuaram afirmando que Ana e seus ministros apoiavam a sucessão de seu meio-irmão em lugar dos hanoverianos, apesar da rainha ter negado isso em público e em particular. Os rumores eram alimentados por ela nunca ter permitido que qualquer honoveriano visitasse ou se mudasse para a Inglaterra, também por intrigas de Harley e Henrique St John, 1.º Visconde Bolingbroke e secretário de estado tory, que estavam em discussões separadas e secretas até 1714 com Jaime Francisco Eduardo sobre uma possível restauração Stuart.

### Morte
Ana não conseguiu andar entre janeiro e julho de 1713. Ela estava febril no natal e ficou inconsciente por horas, o que levou a rumores de sua morte iminente. Ela se recuperou, porém adoeceu novamente em março do ano seguinte. Ana perdeu a confiança em Harley em julho; seu secretário registrou que a rainha disse ao gabinete "que ele negligenciava todos os negócios; que ele raramente deve ser entendido; que quando ele se explicava, ela não podia depender da verdade daquilo que ele dizia; que ele nunca foi a ela no horário marcado; que ele frequentemente ia bêbado; [e] finalmente, para coroar tudo, ele se comportava com ela de maneira má, indecente e desrespeitosa". Em 27 de julho de 1714, durante o recesso de verão do parlamento, a rainha dispensou Harley como Lorde do Tesouro. Mesmo com sua saúde piorando, que os médicos culpavam no estresse dos assuntos de estado, Ana compareceu a duas reuniões de gabinete noturnas que não conseguiram determinar o sucessor de Harley. Uma terceira reunião foi cancelada quando ela ficou muito doente. Ela sofreu um derrame em 30 de julho, aniversário da morte do filho Guilherme, e ficou sem falar; seguindo uma recomendação do Conselho Privado, o bastão do cargo de Lorde do Tesouro foi entregue a Carlos Talbot, 1.º Duque de Shrewsbury. Ana morreu por volta dàs 19h30min do dia 1 de agosto de 1714 aos 49 anos de idade. John Arbuthnot, um de seus médicos, achou que sua morte foi a libertação de uma vida de saúde ruim e tragédia; ele escreveu: "Acredito que o sono nunca foi tão bem vindo para um viajante cansado do que a morte foi para ela".
Ana foi enterrada no dia 24 de agosto ao lado do marido na Capela de Henrique VII, altar sul da Abadia de Westminster. A eleitora Sofia de Hanôver havia morrido em 8 de junho, dois meses antes de Ana, assim seu filho Jorge I Luís, Eleitor de Hanôver, herdou a coroa britânica de acordo com o Decreto de Estabelecimento de 1701 como Jorge I da Grã-Bretanha. Os possíveis reivindicantes católicos, incluindo Jaime Francisco Eduardo Stuart, o meio-irmão de Ana, foram ignorados. A ascensão de Jorge foi relativamente estável; um levante jacobita em 1715 falhou. Os Churchill voltaram para seus cargos e os ministros tories foram substituídos por whigs.

## Legado

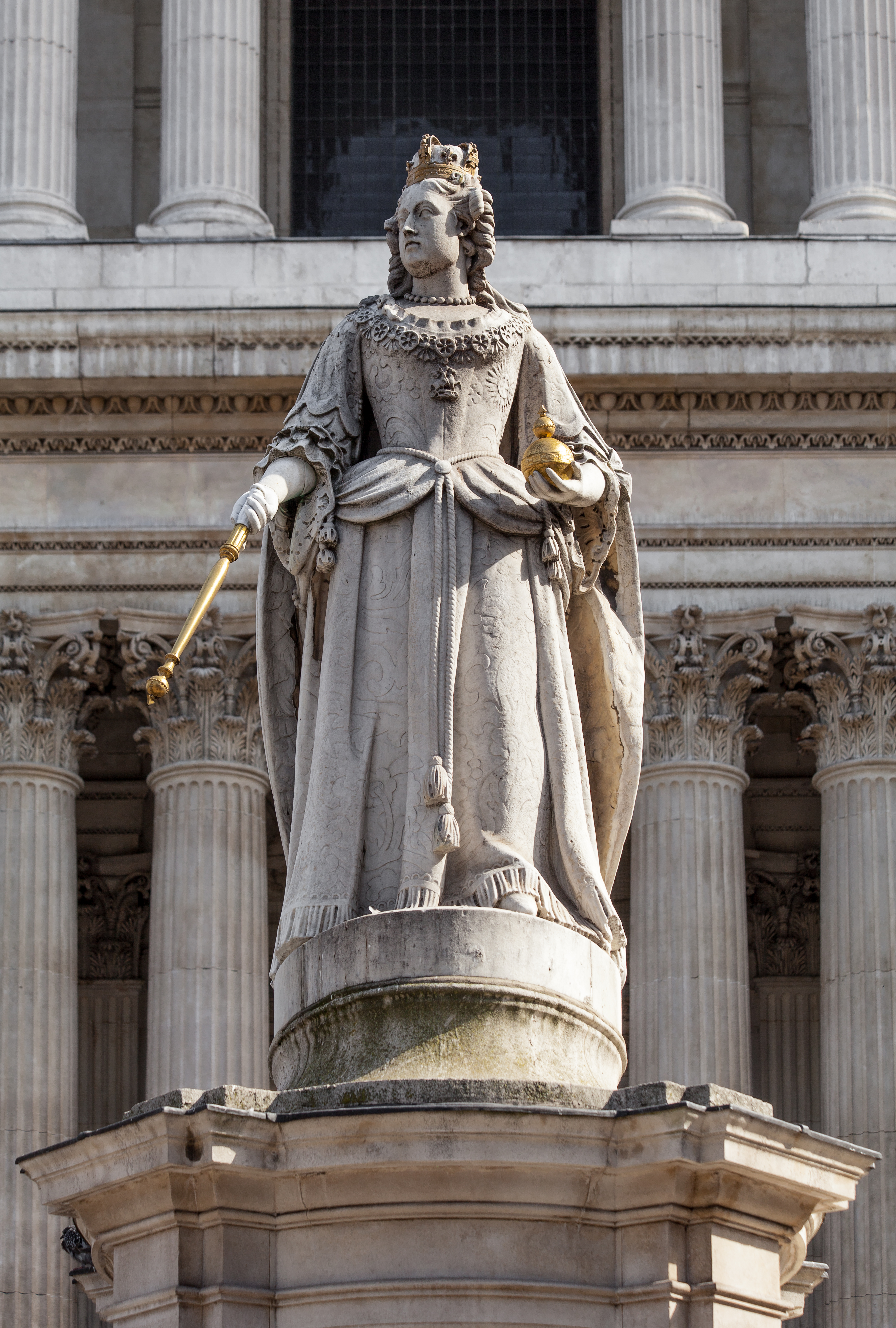
Estátua de Ana em frente da Catedral de São Paulo, Londres. Erguida por Francis Bird em 1712.

Sara Churchill "menosprezou excessivamente" Ana em suas memórias, e suas recordações preconceituosas persuadiram muitos biógrafos que a rainha era "uma mulher fraca e irresoluta, assolada por disputas de aposentos e decidindo importantes políticas baseada em personalidades". Ela escreveu sobre Ana:
| “ | Era verdade que as suas intenções eram boas e não era nenhuma tola, mas ninguém pode dizer que era sensata nem divertida em conversas. Era ignorante em tudo, menos naquilo que os padres lhe tinham ensinado quando era criança ... Sendo ignorante, muito medrosa, com muito pouco senso comum, é fácil dizer que as suas intenções eram boas, estando rodeada de tantas pessoas habilidosas, que finalmente decidiram que o seu objetivo era a sua desonra. | ” |

Na opinião dos historiadores, avaliações tradicionais de Ana como gorda, constantemente grávida, sob a influência de favoritos e sem astúcia política ou interesse podem ter derivado de preconceitos chauvinistas contra mulheres. David Green comenta que seu governo não foi fraco como muitos acreditavam que seria, "Ela tinha poder considerável; mas uma vez e outra teve que capitular". Edward Gregg concluiu que Ana frequentemente conseguia impor sua vontade, apesar de, sendo mulher numa época dominada por homens e preocupada com sua saúde, seu reinado ter sido marcado por um aumento da influência dos ministros e uma diminuição da influência da coroa. Ela compareceu a mais reuniões de gabinete que qualquer um de seus predecessores ou sucessores, presidindo em uma era de avanços artísticos, literários, econômicos e políticos que foram possíveis pela estabilidade e prosperidade de seu reinado. Na arquitetura, sir John Vanbrugh construiu o Palácio de Blenheim e o Castelo Howard. Escritores como Daniel Defoe, Alexander Pope e Jonathan Swift floresceram. Henry Wise criou os jardins de Blenheim, Kensington, Windsor e St. James. A união entre a Inglaterra e a Escócia, muito apoiada por Ana, criou a maior área de comércio livre da Europa. As realizações políticas e diplomáticas dos governos de Ana, e a ausência de um conflito constitucional entre monarca e parlamento durante o reinado, indicam que ela escolhia seus ministros e exercia suas prerrogativas sensatamente.

## Títulos, estilos e brasões

### Títulos e estilos
- 6 de fevereiro de 1665 – 28 de julho de 1683: "Sua Alteza, a Srta. Ana"[209]
- 28 de julho de 1683 – 8 de março de 1702: "Sua Alteza Real, a Princesa Ana da Dinamarca"[210]
- 8 de março de 1702 – 1 de agosto de 1714: "Sua Majestade, a Rainha"

O título oficial de Ana como rainha antes de 1707 era: "Ana, pela Graça de Deus, Rainha da Inglaterra, Escócia, França e Irlanda, Defensora da Fé, etc". Após a união, passou a ser: "Ana, pela Graça de Deus, Rainha da Grã-Bretanha, França e Irlanda, Defensora da Fé, etc". Como todos os outros monarcas ingleses de Eduardo III até Jorge III, Ana também tinha o título de "da França", apesar de nunca ter reinado a França.

### Brasões
Como rainha, o brasão de armas de Ana antes da união eram as armas reais dos Stuart: Esquatrelado, I e IV esquatrelado, azure, três flores-de-lis or (pela França) e goles, três leões passant guardant or em pala (pela Inglaterra); II or, um leão rampant dentro de um treassure flory-contra-flory goles (pela Escócia); III azure, uma harpa or com cordas argente (pela Irlanda). Em 1702, Ana adotou o lema semper eadem (sempre o mesmo), o mesmo usado pela rainha Isabel I. O Tratado de União declarou que: "as Insígnias Heráldicas do dito Reino Unido, sejam tal qual designadas por Sua Majestade". Em 1707, a união foi expressada heraldicamente pelo empalamento, colocação lado a lado no mesmo quartel, das armas da Inglaterra e Escócia, que anteriormente ficavam em quarteis separados. O novo brasão era: esquatrelado, I e IV goles, três leões passant guardant or em Pala (pela Inglaterra) empalando or, um leão rampant dentro de um treassure flory-contra-flory goles (pela Escócia); II azure, três flores-de-lis or (pela França); III azure, uma harpa or com cordas argente (pela Irlanda). Na Escócia, um brasão diferente era usado com precedência escocesa.
| Brasão de Ana como Princesa da Dinamarca (1683–1702) | Brasão de armas de Ana como Rainha da Inglaterra, Escócia e Irlanda (1702–1707) | Brasão de Armas de Ana na Escócia (1702–1707) | Brasão de armas de Ana como Rainha da Grã-Bretanha e Irlanda (1707–1714) | Brasão de Armas de Ana na Escócia (1707–1714) |

## Gravidezes
| Criança                        | Nascimento                                   | Morte                                                  | Enterro                                       | Notas |
| ------------------------------ | -------------------------------------------- | ------------------------------------------------------ | --------------------------------------------- | --- |
| Filha natimorta                | 12 de maio de 1684 Londres                   | 12 de maio de 1684 Londres                             | 13 de maio de 1684 Abadia de Westminster      | |
| Maria                          | 2 de junho de 1685 Palácio de Whitehall      | 8 de fevereiro de 1687 Castelo de Windsor              | 10 de fevereiro de 1687 Abadia de Westminster | Batizada em 2 de junho por Henrique Compton, Bispo de Londres; chamada de "a Srta. Maria". Morreu de varíola. Maria, Ana Sofia e seu pai ficaram doentes no Castelo de Windsor no começo de 1687. |
| Ana Sofia                      | 12 de maio de 1686 Castelo de Windsor        | 2 de fevereiro de 1687 Castelo de Windsor ou Whitehall | 4 de fevereiro de 1687 Abadia de Westminster  | Batizada por Nataniel Crew, Bispo de Durham, com Sara Churchill sendo uma das madrinhas. Chamada de "a Srta. Ana Sofia". |
| Aborto                         | 21 de janeiro de 1687                        | 21 de janeiro de 1687                                  |                                               | |
| Filho natimorto                | 22 de outubro de 1687 Palácio de Whitehall   | 22 de outubro de 1687 Palácio de Whitehall             | 22 de outubro de 1687 Abadia de Westminster   | Deu à luz com sete meses, porém o bebê "jazia morto um mês inteiro dentro dela". |
| Aborto                         | 16 de abril de 1688                          | 16 de abril de 1688                                    |                                               | |
| Guilherme, Duque de Gloucester | 24 de julho de 1689 Palácio de Hampton Court | 30 de julho de 1700 Castelo de Windsor                 | 9 de agosto de 1700 Abadia de Westminster     | |
| Maria                          | 14 de outubro de 1690 Palácio de St. James   | 14 de outubro de 1690 Palácio de St. James             | 14 de outubro de 1690 Abadia de Westminster   | Dois meses prematura, viveu aproximadamente duas horas. |
| Jorge                          | 17 de abril de 1692 Casa Syon                | 17 de abril de 1692 Casa Syon                          | 18 de abril de 1692 Abadia de Westminster     | Viveu por alguns minutos, o suficiente para ser batizado. Chamado de "Lorde Jorge". |
| Filha natimorta                | 23 de março de 1693 Casa Devonshire          | 23 de março de 1693 Casa Devonshire                    | 24 de março de 1693 Abadia de Westminster     | |
| Criança natimorta              | 21 de janeiro de 1694                        | 21 de janeiro de 1694                                  |                                               | Historiadores modernos como Edward Gregg e Alison Weir não concordam se foi um menino ou possivelmente uma menina. O cronista contemporâneo Narcissus Luttrell escreve apenas que Ana "abortou uma criança morta". |
| Aborto                         | 17 ou 18 de fevereiro de 1696                | 17 ou 18 de fevereiro de 1696                          |                                               | Uma menina. |
| Aborto                         | 20 de setembro de 1696                       | 20 de setembro de 1696                                 |                                               | Luttrell disse que Ana "abortou um filho". O dr. Nathaniel Johnson disse a Teófilo Hastings, 7.º Conde de Huntingdon, que "Sua Alteza Real abortou duas crianças, uma com sete meses de crescimento, a outra de dois ou três meses, como seus médicos e parteiras julgaram: um nasceu um dia depois do outro". Se foi o caso, o feto menor era provavelmente um gêmeo arruinado ou um fetus papyraceous. |
| Aborto                         | 25 de março de 1697                          | 25 de março de 1697                                    |                                               | |
| Aborto                         | início de dezembro de 1697                   | início de dezembro de 1697                             |                                               | De acordo com Saunière de L'Hermitage, um residente holandês de Londres, Ana abortou gêmeos que eram "muito prematuros para determinar o sexo". Outras fontes dizem que a gravidez terminou com um filho natimorto, ou "duas crianças masculinas, pelo menos até onde pode-se reconhecer". |
| Filho natimorto                | 15 de setembro de 1698 Castelo de Windsor    | 15 de setembro de 1698 Castelo de Windsor              | Capela de São Jorge                           | James Vernon escreveu a Carlos Talbot que os médicos acharam que o feto "poderia estar morto há 8 ou 10 dias". |
| Filho natimorto                | 24 de janeiro de 1700 Palácio de St. James   | 24 de janeiro de 1700 Palácio de St. James             | Abadia de Westminster                         | Fontes contemporâneas dizem que Ana deu à luz com sete meses e meio, depois do feto estar morto há um mês. |

## Árvore genealógica
|  |  |                         |                         |                         |                         |                         |                         |                        |                        |                        |                        |                    |                    |                    |                    |  |  |                          |                          |                          |                          |                                   |                          |  |  |                 |                 |                 |                 |                 |                 |  |  |                              |                              |                              |                              |                              |                              |  |  | Jaime VI & I 1566–1625 |                     |                     |                     |                     |                     |  |  |                   |                   |                   |                   |                   |                   |  |  |  |  |  |  |  |  |  |  |  |  |  |  |  |  |  |  |
|  |  |                         |                         |                         |                         |                         |                         |                        |                        |                        |                        |                    |                    |                    |                    |  |  |                          |                          |                          |                          |                                   |                          |  |  |                 |                 |                 |                 |                 |                 |  |  |                              |                              |                              |                              |                              |                              |  |  |                        |                     |                     |                     |                     |                     |  |  |                   |                   |                   |                   |                   |                   |  |  |  |  |  |  |  |  |  |  |  |  |  |  |  |  |  |  |
|  |  |                         |                         |                         |                         |                         |                         |                        |                        |                        |                        |                    |                    |                    |                    |  |  |                          |                          |                          |                          |                                   |                          |  |  |                 |                 |                 |                 |                 |                 |  |  |                              |                              |                              |                              |                              |                              |  |  |                        |                     |                     |                     |                     |                     |  |  |                   |                   |                   |                   |                   |                   |  |  |  |  |  |  |  |  |  |  |  |  |  |  |  |  |  |  |
|  |  |                         |                         |                         |                         | Eduardo Hyde 1609–1674  | Eduardo Hyde 1609–1674  | Eduardo Hyde 1609–1674 | Eduardo Hyde 1609–1674 | Eduardo Hyde 1609–1674 | Eduardo Hyde 1609–1674 |                    |                    |                    |                    |  |  |                          |                          |                          |                          |                                   |                          |  |  |                 |                 |                 |                 |                 |                 |  |  | Carlos I 1600–1649           | Carlos I 1600–1649           | Carlos I 1600–1649           | Carlos I 1600–1649           | Carlos I 1600–1649           | Carlos I 1600–1649           |  |  |                        |                     |                     |                     |                     |                     |  |  | Isabel 1596–1662  | Isabel 1596–1662  | Isabel 1596–1662  | Isabel 1596–1662  | Isabel 1596–1662  | Isabel 1596–1662  |  |  |  |  |  |  |  |  |  |  |  |  |  |  |  |  |  |  |
|  |  |                         |                         |                         |                         | Eduardo Hyde 1609–1674  | Eduardo Hyde 1609–1674  | Eduardo Hyde 1609–1674 | Eduardo Hyde 1609–1674 | Eduardo Hyde 1609–1674 | Eduardo Hyde 1609–1674 |                    |                    |                    |                    |  |  |                          |                          |                          |                          |                                   |                          |  |  |                 |                 |                 |                 |                 |                 |  |  | Carlos I 1600–1649           | Carlos I 1600–1649           | Carlos I 1600–1649           | Carlos I 1600–1649           | Carlos I 1600–1649           | Carlos I 1600–1649           |  |  |                        |                     |                     |                     |                     |                     |  |  | Isabel 1596–1662  | Isabel 1596–1662  | Isabel 1596–1662  | Isabel 1596–1662  | Isabel 1596–1662  | Isabel 1596–1662  |  |  |  |  |  |  |  |  |  |  |  |  |  |  |  |  |  |  |
|  |  |                         |                         |                         |                         |                         |                         |                        |                        |                        |                        |                    |                    |                    |                    |  |  |                          |                          |                          |                          |                                   |                          |  |  |                 |                 |                 |                 |                 |                 |  |  |                              |                              |                              |                              |                              |                              |  |  |                        |                     |                     |                     |                     |                     |  |  |                   |                   |                   |                   |                   |                   |  |  |  |  |  |  |  |  |  |  |  |  |  |  |  |  |  |  |
|  |  | Lourenço Hyde 1641–1711 | Lourenço Hyde 1641–1711 | Lourenço Hyde 1641–1711 | Lourenço Hyde 1641–1711 | Lourenço Hyde 1641–1711 | Lourenço Hyde 1641–1711 |                        |                        | Ana Hyde 1637–1671     | Ana Hyde 1637–1671     | Ana Hyde 1637–1671 | Ana Hyde 1637–1671 | Ana Hyde 1637–1671 | Ana Hyde 1637–1671 |  |  | Jaime II & VII 1633–1701 | Jaime II & VII 1633–1701 | Jaime II & VII 1633–1701 | Jaime II & VII 1633–1701 | Jaime II & VII 1633–1701          | Jaime II & VII 1633–1701 |  |  | Maria 1658–1718 | Maria 1658–1718 | Maria 1658–1718 | Maria 1658–1718 | Maria 1658–1718 | Maria 1658–1718 |  |  | Maria 1631–1660              | Maria 1631–1660              | Maria 1631–1660              | Maria 1631–1660              | Maria 1631–1660              | Maria 1631–1660              |  |  | Carlos II 1630–1685    | Carlos II 1630–1685 | Carlos II 1630–1685 | Carlos II 1630–1685 | Carlos II 1630–1685 | Carlos II 1630–1685 |  |  | Sofia 1630–1714   | Sofia 1630–1714   | Sofia 1630–1714   | Sofia 1630–1714   | Sofia 1630–1714   | Sofia 1630–1714   |  |  |  |  |  |  |  |  |  |  |  |  |  |  |  |  |  |  |
|  |  | Lourenço Hyde 1641–1711 | Lourenço Hyde 1641–1711 | Lourenço Hyde 1641–1711 | Lourenço Hyde 1641–1711 | Lourenço Hyde 1641–1711 | Lourenço Hyde 1641–1711 |                        |                        | Ana Hyde 1637–1671     | Ana Hyde 1637–1671     | Ana Hyde 1637–1671 | Ana Hyde 1637–1671 | Ana Hyde 1637–1671 | Ana Hyde 1637–1671 |  |  | Jaime II & VII 1633–1701 | Jaime II & VII 1633–1701 | Jaime II & VII 1633–1701 | Jaime II & VII 1633–1701 | Jaime II & VII 1633–1701          | Jaime II & VII 1633–1701 |  |  | Maria 1658–1718 | Maria 1658–1718 | Maria 1658–1718 | Maria 1658–1718 | Maria 1658–1718 | Maria 1658–1718 |  |  | Maria 1631–1660              | Maria 1631–1660              | Maria 1631–1660              | Maria 1631–1660              | Maria 1631–1660              | Maria 1631–1660              |  |  | Carlos II 1630–1685    | Carlos II 1630–1685 | Carlos II 1630–1685 | Carlos II 1630–1685 | Carlos II 1630–1685 | Carlos II 1630–1685 |  |  | Sofia 1630–1714   | Sofia 1630–1714   | Sofia 1630–1714   | Sofia 1630–1714   | Sofia 1630–1714   | Sofia 1630–1714   |  |  |  |  |  |  |  |  |  |  |  |  |  |  |  |  |  |  |
|  |  |                         |                         |                         |                         |                         |                         |                        |                        |                        |                        |                    |                    |                    |                    |  |  |                          |                          |                          |                          |                                   |                          |  |  |                 |                 |                 |                 |                 |                 |  |  |                              |                              |                              |                              |                              |                              |  |  |                        |                     |                     |                     |                     |                     |  |  |                   |                   |                   |                   |                   |                   |  |  |  |  |  |  |  |  |  |  |  |  |  |  |  |  |  |  |
|  |  |                         |                         |                         |                         |                         |                         |                        |                        |                        |                        |                    |                    |                    |                    |  |  |                          |                          |                          |                          | Jaime Francisco Eduardo 1688–1766 |                          |  |  |                 |                 |                 |                 |                 |                 |  |  |                              |                              |                              |                              |                              |                              |  |  |                        |                     |                     |                     |                     |                     |  |  |                   |                   |                   |                   |                   |                   |  |  |  |  |  |  |  |  |  |  |  |  |  |  |  |  |  |  |
|  |  |                         |                         |                         |                         |                         |                         |                        |                        |                        |                        |                    |                    |                    |                    |  |  |                          |                          |                          |                          |                                   |                          |  |  |                 |                 |                 |                 |                 |                 |  |  |                              |                              |                              |                              |                              |                              |  |  |                        |                     |                     |                     |                     |                     |  |  |                   |                   |                   |                   |                   |                   |  |  |  |  |  |  |  |  |  |  |  |  |  |  |  |  |  |  |
|  |  |                         |                         |                         |                         |                         |                         |                        |                        |                        |                        |                    |                    |                    |                    |  |  |                          |                          |                          |                          |                                   |                          |  |  |                 |                 |                 |                 |                 |                 |  |  |                              |                              |                              |                              |                              |                              |  |  |                        |                     |                     |                     |                     |                     |  |  |                   |                   |                   |                   |                   |                   |  |  |  |  |  |  |  |  |  |  |  |  |  |  |  |  |  |  |
|  |  | Jorge 1653–1708         | Jorge 1653–1708         | Jorge 1653–1708         | Jorge 1653–1708         | Jorge 1653–1708         | Jorge 1653–1708         |                        |                        | Ana 1665–1714          | Ana 1665–1714          | Ana 1665–1714      | Ana 1665–1714      | Ana 1665–1714      | Ana 1665–1714      |  |  | Maria II 1662–1694       | Maria II 1662–1694       | Maria II 1662–1694       | Maria II 1662–1694       | Maria II 1662–1694                | Maria II 1662–1694       |  |  |                 |                 |                 |                 |                 |                 |  |  | Guilherme III & II 1650–1702 | Guilherme III & II 1650–1702 | Guilherme III & II 1650–1702 | Guilherme III & II 1650–1702 | Guilherme III & II 1650–1702 | Guilherme III & II 1650–1702 |  |  |                        |                     |                     |                     |                     |                     |  |  | Jorge I 1660–1727 | Jorge I 1660–1727 | Jorge I 1660–1727 | Jorge I 1660–1727 | Jorge I 1660–1727 | Jorge I 1660–1727 |  |  |  |  |  |  |  |  |  |  |  |  |  |  |  |  |  |  |
|  |  | Jorge 1653–1708         | Jorge 1653–1708         | Jorge 1653–1708         | Jorge 1653–1708         | Jorge 1653–1708         | Jorge 1653–1708         |                        |                        | Ana 1665–1714          | Ana 1665–1714          | Ana 1665–1714      | Ana 1665–1714      | Ana 1665–1714      | Ana 1665–1714      |  |  | Maria II 1662–1694       | Maria II 1662–1694       | Maria II 1662–1694       | Maria II 1662–1694       | Maria II 1662–1694                | Maria II 1662–1694       |  |  |                 |                 |                 |                 |                 |                 |  |  | Guilherme III & II 1650–1702 | Guilherme III & II 1650–1702 | Guilherme III & II 1650–1702 | Guilherme III & II 1650–1702 | Guilherme III & II 1650–1702 | Guilherme III & II 1650–1702 |  |  |                        |                     |                     |                     |                     |                     |  |  | Jorge I 1660–1727 | Jorge I 1660–1727 | Jorge I 1660–1727 | Jorge I 1660–1727 | Jorge I 1660–1727 | Jorge I 1660–1727 |  |  |  |  |  |  |  |  |  |  |  |  |  |  |  |  |  |  |
|  |  |                         |                         |                         |                         |                         |                         |                        |                        |                        |                        |                    |                    |                    |                    |  |  |                          |                          |                          |                          |                                   |                          |  |  |                 |                 |                 |                 |                 |                 |  |  |                              |                              |                              |                              |                              |                              |  |  |                        |                     |                     |                     |                     |                     |  |  |                   |                   |                   |                   |                   |                   |  |  |  |  |  |  |  |  |  |  |  |  |  |  |  |  |  |  |
|  |  |                         |                         |                         |                         | Guilherme 1689–1700     |                         |                        |                        |                        |                        |                    |                    |                    |                    |  |  |                          |                          |                          |                          |                                   |                          |  |  |                 |                 |                 |                 |                 |                 |  |  |                              |                              |                              |                              |                              |                              |  |  |                        |                     |                     |                     |                     |                     |  |  |                   |                   |                   |                   |                   |                   |  |  |  |  |  |  |  |  |  |  |  |  |  |  |  |  |  |  |